# Айва (картина)
«Айва» — декоративный натюрморт ленинградского живописца Виктора Кузьмича Тетерина (1922—1991), на котором изображены плоды айвы и чайник на серебряном подносе.

## История
Написанный в 1966 г. в ходе очередной поездки В. Тетерина в Гурзуф, натюрморт «Айва» (иногда упоминается как «Айва и чайник») стал одной из знаковых работ для художника, которыми был отмечен заметный перелом в его творчестве. Композиция работы решена автором бесхитростно, «в упор», что вполне соответствовало эстетике «шестидесятников». Плоды айвы и чайник на серебряном подносе приближены к зрителю, занимают почти всю плоскость холста. Колорит сочный, декоративный, письмо отличается широтой, раскованностью и смелостью живописного обобщения[нужна атрибуция мнения]. Тетерин впервые сумел, по его собственному выражению, «понять Матисса», то есть освоить, приспособить для осуществления собственных замыслов декоративно-изобразительные принципы французского живописца, так давно уже его занимавшие. В «Айве», а также в написанных тогда же «Южном натюрморте», пейзажах «Оливковая роща», «Дом с балконами» (все 1966) впервые так мощно проявились свобода самовыражения художника, лёгкость исполнения и раскрепощённость живописи наряду с убедительностью пластического языка. Плоды айвы написаны Тетериным с необыкновенной живописной энергией.
По мнению Г. И. Чугунова, это был настоящий взлёт в развитии дарования художника, источники которого виделись в собственном творческом росте живописца и крымской природе, напоённой солнцем и светом, хотя, быть может, и понятой сквозь призму творчества Матисса. Отныне художник основное внимание будет уделять цвету, ритмической организации холста, передаче световоздушной среды. Этим задачам будут подчинены достаточно условные композиция и рисунок. По меткому замечанию Г. И. Чугунова, искусству Виктора Тетерина совершенно не свойственен драматизм. Бурные стихийные явления так же далеки от художника, как и обострённость душевной жизни человека. В этом заключается своеобразие и особая притягательность его творчества. По складу своего характера, мировоззрению, склонностям художник стремился к изображению единства природы и человека, они диктовали ему непреодолимое желание искать в устройстве окружающего мира гармонию, душевную ясность, незамутнённость духовной жизни.
Впервые натюрморт был представлен в 1972 году в Ленинграде на выставке одиннадцати ленинградских художников в новом выставочном зале Союза художников РСФСР на Охте. В 1988 году картина демонстрировалась в выставочных залах Ленинградского отделения Союза художников РСФСР на совместной выставке произведений Виктора Тетерина и Евгении Антиповой. В 1997 году картина экспонировалась в Мемориальном музее Н. А. Некрасова на выставках «Художники круга 11-ти» и «Памяти учителя», посвящённой творчеству ленинградских художников — воспитанников мастерской А. А. Осмёркина.
Картина В. Тетерина «Айва и чайник» неоднократно воспроизводилась в литературе, в частности, в книгах «Неизвестный соцреализм. Ленинградская школа» (2007) и «Ленинградская школа живописи. Очерки истории» (2019).